# ويلو ريفر
ويلو ريفر (بالإنجليزية: Willow River, Minnesota)‏ هي مدينة تقع في ولاية مينيسوتا في الولايات المتحدة. تبلغ مساحة هذه المدينة 4.82 (كم²)، وترتفع عن سطح البحر 317 م، بلغ عدد سكانها 415 نسمة في عام 2010 حسب إحصاء مكتب تعداد الولايات المتحدة.

## التركيبة السكانية
قام مكتب تعداد الولايات المتحدة بتحديد بيانات التركيبة السكانية لويلو ريفرفي تعداد الولايات المتحدة. في ما يلي، التركيبة السكانية حسب تعدادي 2000 و2010.

### تعداد عام 2000
بلغ عدد سكان ويلو ريفر 301 نسمة بحسب تعداد عام 2000، وبلغ عدد الأسر 130 أسرة وعدد العائلات 69 عائلة مقيمة في المدينة. في حين سجلت الكثافة السكانية 196.7 نسمة لكل ميل مربع (75.9/كم2). وبلغ عدد الوحدات السكنية 155 وحدة بمتوسط كثافة قدره 98.7 نسمة لكل ميل مربع (38.1/كم2).
وتوزع التركيب العرقي للمدينة بنسبة 92.88% من البيض و 4.53% من الأمريكيين الأصليين و 1.62% من عرقين مختلطين أو أكثر.
بلغ عدد الأسر 129 أسرة كانت نسبة 31.0% منها لديها أطفال تحت سن الثامنة عشر تعيش معهم، وبلغت نسبة الأزواج القاطنين مع بعضهم البعض 41.1% من أصل المجموع الكلي للأسر، ونسبة 10.1% من الأسر كان لديها معيلات من الإناث دون وجود شريك، وكانت نسبة 45.7% من غير العائلات. تألفت نسبة 39.5% من أصل جميع الأسر من أفراد ونسبة 20.9% كانوا يعيش معهم شخص وحيد يبلغ من العمر 65 عاماً فما فوق. وبلغ متوسط حجم الأسرة المعيشية 3.37، أما متوسط حجم العائلات فبلغ 2.40.
بلغ العمر الوسطي للسكان 34 عاماً. وكانت نسبة 28.5% من القاطنين تحت سن الثامنة عشر، وكانت نسبة 12.0% بين الثامنة عشر والأربعة وعشرون عاماً، ونسبة 24.9% كانت واقعةً في الفئة العمرية ما بين الخامسة والعشرون حتى والأربعة وأربعون عاماً، ونسبة 19.7% كانت ما بين الخامسة والأربعون حتى الرابعة والستون، ونسبة 14.9% كانت ضمن فئة الخامسة والستون عاماً فما فوق. يوجد لكل 100 أنثى 98.1 ذكر، ويوجد لكل 100 أنثى في الثامنة عشر من عمرها فما فوق 92.2 ذكر.
بلغ متوسط دخل الأسرة في المدينة 25,938 دولار، أما متوسط دخل العائلة فبلغ 44,167 دولار. وكان متوسط دخل الذكور 37,656 دولار مقابل 25,417 دولار للإناث. وسجل دخل الفرد الخاص بالمدينة 16,620 دولار. وكانت نسبة 16.1% من العائلات ونسبة 16.9% من السكان تحت خط الفقر، وكان من هؤلاء نسبة 21.3% تحت سن الثامنة عشر ونسبة 18.6% في الخامسة والستين من العمر وما فوق.

### تعداد عام 2010
بلغ عدد سكان ويلو ريفر 415 نسمة بحسب تعداد عام 2010، وبلغ عدد الأسر 173 أسرة وعدد العائلات 103 عائلة مقيمة في المدينة. في حين سجلت الكثافة السكانية 242.7 نسمة لكل ميل مربع (93.7/كم2). وبلغ عدد الوحدات السكنية 199 وحدة بمتوسط كثافة قدره 116.4 لكل ميل مربع (44.9/كم2).
وتوزع التركيب العرقي للمدينة بنسبة 95.7% من البيض و 1.4% من الأمريكيين الأصليين و 0.2% من الأمريكيين الأفارقة و 2.4% من عرقين مختلطين أو أكثر.
بلغ عدد الأسر 173 أسرة كانت نسبة 31.2% منها لديها أطفال تحت سن الثامنة عشر تعيش معهم، وبلغت نسبة الأزواج القاطنين مع بعضهم البعض 41.0% من أصل المجموع الكلي للأسر، ونسبة 13.3% من الأسر كان لديها معيلات من الإناث دون وجود شريك، بينما كانت نسبة 5.2% من الأسر لديها معيلون من الذكور دون وجود شريكة وكانت نسبة 40.5% من غير العائلات. تألفت نسبة 35.8% من أصل جميع الأسر من أفراد ونسبة 13.9% كانوا يعيش معهم شخص وحيد يبلغ من العمر 65 عاماً فما فوق. وبلغ متوسط حجم الأسرة المعيشية 3.03، أما متوسط حجم العائلات فبلغ 2.40.
بلغ العمر الوسطي للسكان 35.1 عاماً. وكانت نسبة 26% من القاطنين تحت سن الثامنة عشر، وكانت نسبة 9.2% بين الثامنة عشر والأربعة وعشرون عاماً، ونسبة 28.9% كانت واقعةً في الفئة العمرية ما بين الخامسة والعشرون حتى والأربعة وأربعون عاماً، ونسبة 23.5% كانت ما بين الخامسة والأربعون حتى الرابعة والستون، ونسبة 12.3% كانت ضمن فئة الخامسة والستون عاماً فما فوق. وتوزع التركيب الجنسي للسكان بنسبة 47.7% ذكور و52.3% إناث.

## وصلات خارجية
- The US50 - Cities and Towns in Minnesota State